# Бисеол
Бисеол (фр. Busséol) насеље је и општина у централној Француској у региону Оверња, у департману Пиј де Дом која припада префектури Клермон Феран.
По подацима из 2011. године у општини је живело 197 становника, а густина насељености је износила 34,68 становника/km². Општина се простире на површини од 5,68 km². Налази се на средњој надморској висини од 535 метара (максималној 724 m, а минималној 429 m).

## Демографија
| 1962. | 1968. | 1975. | 1982. | 1990. | 1999. | 2011. |
| ----- | ----- | ----- | ----- | ----- | ----- | ----- |
| 121   | 121   | 140   | 164   | 182   | 188   | 197   |

График промене броја становника у току последњих година